# Emil Rupp
Philipp Heinrich Emil Rupp (1898 – 1979) è stato un fisico sperimentale tedesco.
Divenuto famoso in un primo tempo per gli straordinari risultati conseguiti in campo fisico-sperimentale (in particolare per l'esperimento di Einstein-Rupp), in un secondo tempo per aver dovuto pubblicamente ammettere di aver falsato i risultati degli esperimenti da lui condotti negli anni venti e trenta del novecento. Per tale motivo fu praticata nei suoi confronti una sorta di damnatio memoriae all'interno del mondo scientifico.

## Le frodi
Per circa un decennio Rupp pubblicò una serie molto ampia di risultati su esperimenti da lui condotti in collaborazione con alcuni dei fisici teorici più importanti del ventesimo secolo, tra cui Albert Einstein.
In particolare pubblicò un suo lavoro nel quale sosteneva di aver dimostrato la teoria di Einstein riguardo alla reale natura della luce.
Questo gli permise di acquisire grande fama tanto da trasferirsi a lavorare dal gruppo di Heidelberg a uno dei più importanti laboratori della Germania creato dalla AEG, diretto da Von Laue, a Berlino, passando prima per Gottinga.
A partire dal biennio 1934-1936 iniziarono a girare voci sul suo conto che tendevano a screditare gli esperimenti da lui compiuti fino a giungere a costringerlo alla pubblica ammissione di frode: Rupp non aveva mai eseguito realmente gli esperimenti (tanto che scoprirono che molti degli strumenti presenti nel suo laboratorio non erano mai stati scartati dalla loro carta di imballaggio), aveva quindi pubblicato i risultati senza nessun fondamento scientifico.